# 吳柏瑋
吳柏瑋（1993年7月20日—），文資環保人士，擔任過議員助理，2018年代表樹黨參選新北市第8選區（新店、深坑、坪林、石碇、烏來）市議員，2019年主動退出樹黨，樹黨亦發聲明表示吳柏瑋已喪失黨籍

## 參與環境文資運動

### 揭發斷頭樹木修剪
2017年12月，吳柏瑋揭開新北市地政局位於新店十四張央北重劃區的樹木銀行，移植過度修剪與粗暴的施工，導致部分移植樹木適應不良枯死，農業局綠美化環境景觀處今天派員到場稽查，依新北市樹木保護自治條例開罰。但是傷害樹木已經造成了平地森林已遭破壞，吳柏瑋指出雖然相關單位均強調有依法要求廠商負責，但是承辦局處若能在移植時善加督導，就不會發生現場樹木一片斷枝殘樹的憾事，也希望日後加強巡視維護，避免再有樹木枯死。。

### 反對新店第一公墓開發
2018年3月27日，吳柏瑋帶領當地文資團體與環保團體一同到新北市政府大門帶先人祖先的墓碑抗議新北市府遷移新店第一公墓將著手開發，掀起清朝古墓保存等問題，文資人士昨天到市府開會，會前抬著在公墓發現的清朝嘉慶年間古墓碑到市府抗議，批評開發粗糙；為了古墓碑能否進入市府，文資人士與警方爆發肢體衝突，其中文資與環保團體控訴文資會議黑箱外其範圍應該是公園綠地的卻變成了工業區，讓新北市的人均綠地偏低下更是雪上加霜。。

### 清大月涵堂保存議題
2018年6月30日，吳柏瑋與楊時睿經過清華大學台北辦事處月涵堂時，發現施工單位未申請施工逕行施工破壞歷史建物的外圍牆，並與楊時睿阻擋施工。吳柏瑋表示，圍牆圍繞歷史建築，依照文資法必須檢送歷史建築保存計畫書，避免工程範圍動到歷史建築，且遠東航空也未申請雜項、拆除執照就動工，根本違法。
吳柏瑋說，臺北市文化局、建管處與樹保技師抵達現場後，量測建物外圍有三棵樹達到珍貴樹木列保標準，依法在申請雜項、拆除執照時，必須檢送測量標準。
。

### 杭州南路老樹移植說明會衝突
2018年7月5日，台北市杭州南路一棵百年老樹已達國定珍貴樹種的老樹，在當日由開發商舉辦的施工說明會中開發商一直面對居民與樹保環保人士吳柏瑋的質疑無法提出合理的說明而自行宣布散會，造成與會民眾與環保團體不滿抗議開發商，吳柏瑋以身體阻擋說明會開發商與民眾離開現場，因此爆發肢體衝突，衝突中吳柏瑋遭推倒造成腦震盪，都更案爭吵多年，這回為了百年老樹在里辦公室外發生拉扯，老樹的存留再次掀起保育與都更是否得以共存的議題。
。

## 外部連結
- 吳柏瑋的Facebook專頁
- YouTube上的吳柏瑋頻道